# Hvorfor?
Hvorfor? er en dansk kortfilm fra 2002 med instruktion og manuskript af Svend Ploug Johansen.

## Handling
Denne artikel mangler et handlingsreferat. Hjælp os med at skrive det.

## Medvirkende
- Lars Bom - Michael Nielsen
- Mikala Matzau - Rikke